# Taru Valjakka

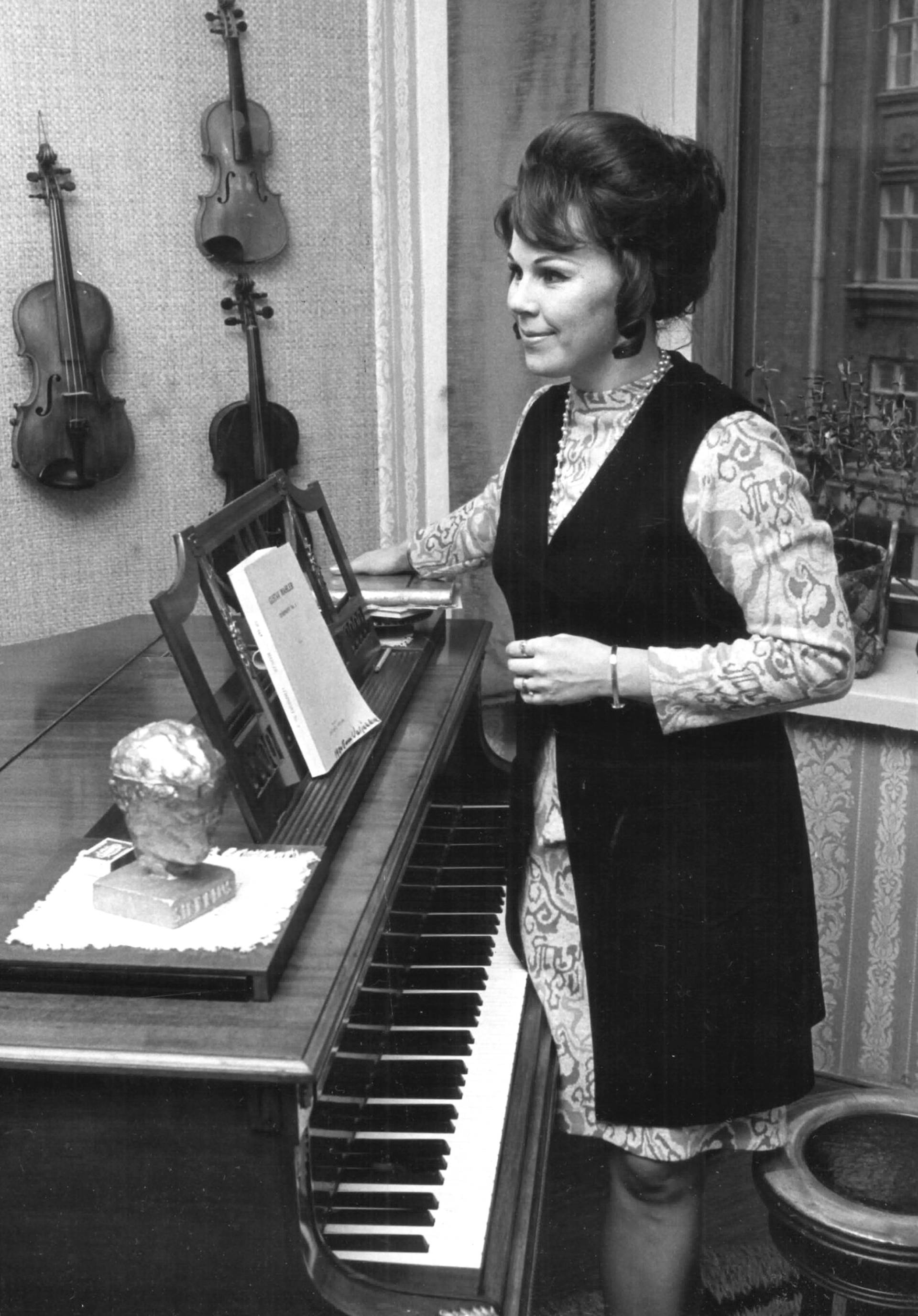
Taru Valjakka år 1972.

Taru Aura Helena Valjakka, född Kumpunen 16 september 1938 i Helsingfors, är en finländsk skådespelare och sångerska (sopran).
Valjakka studerade sång hos Antti Koskinen i Helsingfors, Gerald Moore i Stockholm och London, hos Erik Werba i Wien samt hos Conchita Badia i Santiago de Compostela. Valjakka debuterade på operan i Helsingfors 1964 och gästspelade på operor i Prag, Budapest, Oslo, Berlin, Kiel och New York. Som skivinspelande artist gjorde hon dessutom 104 inspelningar. 1983 tilldelades Valjakka Pro Finlandia-medaljen.

## Utmärkelser
- Pro Finlandia-medaljen av Finlands Lejons orden,  6 december 1983[5]
- Vita stjärnans orden, tredje klass,  16 november 2001[6]

[Redigera Wikidata]